# Miniophyllodes catalai
Miniophyllodes catalai là một loài bướm đêm trong họ Noctuidae.